# Finále Tschammerpokalu 1943
Finále Tschammerpokalu 1943 bylo finále 9. ročníku německého fotbalového poháru. Konalo se 31. října 1943 na stadionu Adolf-Hitler-Kampfbahn ve Stuttgartu a přihlíželo mu 45 000 diváků. Rozhodčím byl Emil Schmetzer. Ve finále zvítězila First Vienna FC 1894, ve finále porazila po prodloužení 3:2 LSV Hamburg.

## Finále
| 31. října 1943 14:30     |           |                                  |                                                                |
| Luftwaffen-SV Hamburk    | 2:3 (pp.) | First Vienna FC 1894             | Adolf-Hitler-Kampfbahn diváci: 45 000 rozhodčí: Emil Schmetzer |
| Heinrich 26' Gornick 70' | report    | Decker 49' (pen.) Noack 53' 113' | Adolf-Hitler-Kampfbahn diváci: 45 000 rozhodčí: Emil Schmetzer |

| LSV Hamburg | First Vienna |

| GK         | 1 | Willy Jürissen      |
| RB         |   | Karl Miller         |
| LB         |   | Reinhold Münzenberg |
| RH         |   | Walter Ochs         |
| CH         |   | Heinrich Gärtner    |
| LH         |   | Robert Gebhardt     |
| OR         |   | Heinz Mühle         |
| IR         |   | Ludwig Janda        |
| CF         |   | Willi Gornick       |
| IL         |   | Reinhardt Heinrich  |
| OL         |   | Jakob Lotz          |
| Trenér:    |   |                     |
| Karl Höger |   |                     |

| GK              | 1 | Hans Schwarzer     |
| RB              |   | Otto Kaller        |
| LB              |   | Karl Bortoli       |
| RH              |   | Gottfried Gröbel   |
| CH              |   | Ernst Sabeditsch   |
| LH              |   | Richard Dörfel     |
| OR              |   | Franz Holeschofski |
| IR              |   | Karl Decker        |
| CF              |   | Richard Fischer    |
| IL              |   | Rudolf Noack       |
| OL              |   | Franz Widhalm      |
| Trenér:         |   |                    |
| Fritz Gschweidl |   |                    |